# Jarle Flo
Jarle Flo (Stryn, 23 aprile 1970) è un ex calciatore norvegese, di ruolo difensore.

## Biografia
La famiglia di Flo è strettamente legata al calcio: i fratelli Kjell Rune, Jostein e Tore André sono stati calciatori professionisti. Anche suo cugino Håvard ha giocato a calcio, vestendo la maglia della Nazionale. È anche parente di Per-Egil Flo.

## Carriera

### Club
Flo iniziò la sua carriera con la maglia dello Stryn. Passò poi al Sogndal, per cui debuttò nella 1. divisjon in data 2 maggio 1993, nella sconfitta per cinque a uno contro il Bryne. Contribuì alla promozione del club nella Tippeligaen, in quella stagione.
Esordì nella massima divisione norvegese il 17 aprile 1994, giocando nel pareggio a reti inviolate in casa del Tromsø. Il 27 luglio arrivò il primo gol, nel due a uno contro il Tromsø.